# Serra de Can Ginestar
La Serra de Can Ginestar és una serra situada als municipis de Porqueres i Sant Miquel de Campmajor a la comarca del Pla de l'Estany, amb una elevació màxima de 564,6 metres.